# Manfred Welthe
Manfred Welthe (* 27. Juni 1937) ist ein ehemaliger deutscher Fußballspieler. Er spielte in den 1950er-Jahren für Rotation Babelsberg in der DDR-Oberliga, der höchsten Liga im DDR-Fußball.

## Sportliche Laufbahn
Sein erstes Oberligaspiel bestritt Manfred Welthe als 19-Jähriger am 12. Spieltag der Saison 1956 (Kalenderjahrsaison) als Einwechselspieler in der 58. Minute der Begegnungen Rotation – SC Lok Leipzig (2:2). Es blieb sein einziger Oberligaeinsatz in dieser Spielzeit. In der Saison 1957 entwickelte sich Welthe zum Stammspieler in der Babelsberger Oberligamannschaft. In den 26 ausgetragenen Punktspielen kam er 21-mal zum Einsatz und spielte in der Regel als auf verschiedenen Positionen als Stürmer. Dabei kam er dreimal zum Torerfolg. 1958 absolvierte Welthe nur zwei Oberligaspiele am 2. und 3. Spieltag, danach trat er im höherklassigen Fußball nicht mehr in Erscheinung.